# Koptoplax
Koptoplax là một chi bướm đêm thuộc họ Erebidae.